# Arrondissement de Plaisance (Haïti)
L’Arrondissement de Plaisance est un arrondissement d'Haïti, subdivision du département du Nord. Il a été créé autour de la ville de Plaisance qui est aujourd'hui son chef-lieu. Il était peuplé par 112 429 habitants en 2009.
L’Arrondissement ne compte que deux communes :
- Plaisance
- Pilate